# Гашун-Сала (хутор)
Гашун-Сала (калм. һашун сала), с 1944 года Степной — исчезнувший хутор, располагавшийся на территории Кормовского сельского поселения Ремонтненского района Ростовской области.

## Топонимика
Название Гашун-Сала присвоено хутору по одноименной близлежащей балке. В переводе с калмыцкого һашун сала означает «солёная балка».

## Географическое положение
Располагался в 17 км от села Кормовое (бывшее название Кицын Булук) и 10-12 км от села Первомайское (бывшее название Кресты).

## История
Точная дата основания хутора Гашун-Сала неизвестна.(9). Он был образован на надельных землях сельского общества с центром в селе Кормовом не ранее 1859 года, когда было дано разрешение администрации Астраханской палаты государственных имуществ о поселении крестьян на хуторах. По словам местных старожилов, хутор был основан ориентировочно в конце 1860-х—1870-е годы выходцами из Кормового. Тогда эта территория относилась к Кормовской волости Черноярского уезда Астраханской губернии.
Земли вблизи будущего хутора выделялись кормовским крестьянам путём жеребьёвки, и в связи с отдалённостью от села их обработка требовала ежедневных поездок сюда на лошадях или походов пешком, что занимало много времени и было крайне утомительно. По этой причине владельцы новой земли и основали на ней хутор.
В начале 1870-х годов Кормовским сельским обществом был получен акт о пользовании надельной землёй, согласно которому утверждались границы земель общества, куда входила и территория хутора Гашун-Сала. В начале крестьяне сооружали здесь землянки и прочие временные жилища, в которых жили только летом, впоследствии они строили постоянные дома, где жили в течение длительного времени со своими семьями, а вблизи них — амбары и сараи. Первоначально крестьянское хозяйство специализировалось на земледелии, также развивалось садоводство: вблизи домов высаживались многочисленные плодовые деревья, прежде всего груши, яблони и алыча. Их росту способствовал высокий уровень грунтовых вод. Параллельно с земледелием жители хутора, окружённого обширными пастбищами, стали заниматься скотоводством, пригоняя скот из своих домов в Кормовом. Для скота строили загоны, а затем и утеплённые сараи для зимовки. Часть хуторян также занималась чумачеством. 
Местность, где был построен хутор, представляет собой безлесную степь, лесные массивы в окрестных районах отсутствуют, в связи с чем жители Гашун-Салы испытывали недостаток строительных материалов. Вместо заборов по границам земельных наделов рылись длинные траншеи, представлявшие собой ров шириной в полтора метра и глубиной 1 метр. Они рылись в два ряда, между которыми располагался вал земли. Длина некоторых из них достигала нескольких километров.
К 1878 году на хуторе Гашун-Сала уже было 23 двора. В этом же году вернулся с фронта участник Русско-турецкой войны, кавалер солдатского ордена Святого Георгия Наум Артёмович Волосников. На службе он получил медицинское образование и был назначен фельдшером на Царицынско-Ставропольском тракте. Власти наделили его  полномочиями выдавать разрешительные документы на прогон скота для последующей его продажи на Ставрополье и Кубани. Также он выписывал справки о состоянии здоровья скота чумакам, направлявшимся за солью на реку Маныч или же в Ставропольскую губернию или на Волгу. 
По состоянию на 1896 год на хуторе было 35 дворов, в которых проживали 278 человек (145 мужчин и 133 женщины). На начало XX века хутор был разделён на две части — Большой, или Центральный, и Малый хутора. Большой хутор насчитывал около 50 дворов, среди жителей были распространены такие фамилии, как Ткачёвы, Ничуговские, Волосниковы, Маяцкие, Харченко, Дарминовы, Василенко, Чуждановы, Колесниковы, Чмырёвы. В центре хутора Никита Артёмович Волосиков с семьёй и братьями вырыли большой колодец, который существует и сейчас. Среди местных он получил название «Мыкытивскый». Малый хутор располагался от Большого примерно в 2,5 км и насчитывал 10 дворов, среди жителей преобладали фамилии: Мамцевы, Волосниковы, Волоховы, Ковтуновы, Столяровы, Гороховы и Мардасовы. Семьёй Мамцевых на территории их родового сада был вырыт большой колодец, обложенный кирпичом из ракушечника, действующий и сейчас. Вода из обоих колодцев хутора пресная с повышенной щелочностью (pH > 7), однако вполне пригодная для употребления в пищу.
В рамках Столыпинской аграрной реформы в 1906 году жители хутора получили возможность брать обрабатываемые ими земли в собственность без выплаты выкупных платежей. Получавшие в собственность землю хутора крестьяне выходили из Кормовского сельского общества и в дальнейшем не могли рассчитывать на какую-либо поддержку со стороны его членов.
На 1909 год на карте Астраханской губернии (8) [уточнить] населённый пункт был отмечен как «Хутора Гашун Сальские». В этот период здесь преобладали добротные дома, рядом с которыми имелись хозпостройки для скота, произрастали фруктовые сады. Тогда здесь уже работал магазин.
В период Первой мировой войны многие жители хутора ушли на фронт. Как минимум трое гашунсалян были убиты, семеро получили серьёзные ранения. 
После установления советской власти в Гашун-Сале была построена начальная школа, расположившаяся посередине между Большим и Малым хуторами вблизи дороги, в максимально доступном для учеников со всего хутора месте.
В 1921 году хутор Гашун-Сала Ремонтненского уезда вошёл в состав вновь образованной Калмыцкой автономной области (Автономной области калмыцкого народа). 8 июня 1925 года в соответствии с постановлением Президиума совета Ремонтненского уезда был образован Гашун-Сальский сельсовет с центром в Гашун-Сале. В центре хутора было построено здание сельской администрации из крытого камышом самана. В здании располагались два административных кабинета — кабинет председателя c секретарём и бухгалтерия. В этом же здании находился клуб, где проходили различные собрания и другие официальные и культурные мероприятия. "Партийной ячейки в Гашун-Сале организовано не было, в связи с чем в отчётах советской власти хутор указывался как кулаческий". 
25 мая 1925 года согласно постановлению президиума ВЦИК Ремонтненский уезд Калмыцкой автономной области был включён в состав Сальского округа Северо-Кавказского края. Согласно данным Переписи населения СССР 1926 года здесь числилось 91 хозяйство, проживали 478 человек, в том числе 232 мужчины и 246 женщин.
В 1929[уточнить] году с целью повышения производительности и доходности крестьянских хозяйств Гашун-Салы путём совместного развития тонкорунного овцеводства на хуторе была организована животноводческая артель «Сальский овцевод». 11 октября 1929 года в Ремонтненском районном земельном отделе был зарегистрирован её устав, подписанный заведующим земельным отделом Беликвоым, районным агрономом Фёдоровым и секретарём отдела Пяткиным.
18 марта 1931 года в рамках проведения коллективизации в Гашун-Сале была организована животноводческая сельскохозяйственная артель «Трудовик». Артель была весьма малочисленной и бедной, на 1 июня 1931 года в её состав входили 8 хозяйств середняков и 12 бедняцких, где проживали 95 человек, из них работниками артели были только 50, в том числе 19 мужчин, 26 женщин и 5 подростков. На балансе артели числилось 14 голов рабочего скота, кроме того, на общем дворе содержалось 4 бычка, 8 коров, 12 свиней и 65 овец, артели принадлежали 104 гектара обрабатываемой земли, из инвентаря имелось 6 лобогреек. В личных подсобных хозяйствах на весь хутор оставалось 8 коров. Правление артели состояло из трёх человек, среди которых не было представителей ВКП(б), лишь один из них был членом Комсомола. Председателем правления был назначен Ничеговский. Некоторые из жителей хутора отнеслись к коллективизации отрицательно, не желая передавать свои земли в собственность артели, за что были подвергнуты репрессиям. 
С началом Великой Отечественной войны многие жители хутора ушли на фронт. Как минимум один из хуторян погиб, не менее 18 пропали без вести. По крайней мере 8 гашунсалян были представлены к различным боевым наградам. В годы войны председателем колхоза «Трудовик» был М. Г. Бутенко.
В 1943 году в связи с депортацией калмыков и упразднением Калмыцкой АССР началось массовое переименование населённых пунктов и прочих географических объектов, имевших названия калмыцкого происхождения. В апреле 1944 года хутор Гашун-Сала был переименован в Степной.
В 1950-е годы в доме Пантелея Григорьевича Ничеговского, вместе с семьёй покинувшего хутор, был открыт фельдшерско-акушерский пункт. В 1958 году в рамках решения Пленума ЦК КПСС о признании неперспективными ряда малых сёл, деревень и хуторов в число таковых вошёл и хутор Степной. В результате укрупнения колхозных хозяйств колхоз «Трудовик» вошёл в состав Колхоза имени Калинина с центром в селе Кормовом. Хутор так и не был электрифицирован, после же признания его неперспективным от проведения сюда электричества отказались. В 1968 году Степной покинули последние жители, и хутор прекратил своё существование.

## Современное состояние
По состоянию на апрель 2024 года на месте хутора располагается животноводческая точка колхоза-племзавода «Первомайский», специализирующаяся на овцеводстве и разведении крупного рогатого скота. Сохранились некоторые высаженные на приусадебных участках хуторян плодовые деревья, часть из которых продолжает плодоносить. Также здесь можно разглядеть следы развалин, небольшие холмы или пригорки, расположенные на местах старинных домов, заросшие травой неглубокие рвы, служившие границами земельных наделов. Сохранились и оба имевшиеся на хуторе колодца.

## Память
В 2020 году усилиями инициативной группы, куда входили бывшие жители Степного, на месте хутора был установлен памятный знак в виде камня-валуна с табличкой.